# Speonomus
Speonomus es un género de escarabajos de la familia Leiodidae.

## Especies
Se reconocen las siguientes:
- Speonomus abeillei
- Speonomus alticola
- Speonomus aritzensis
- Speonomus bastideus
- Speonomus bepmalei
- Speonomus bessoni
- Speonomus bonvouloirii
- Speonomus bourgoini
- Speonomus cabidochei
- Speonomus carrerei
- Speonomus chardoni
- Speonomus colluvii
- Speonomus curvipes
- Speonomus diabolicus
- Speonomus diecki
- Speonomus ehlersi
- Speonomus ellipticus
- Speonomus endogaeus
- Speonomus ere
- Speonomus fagniezi
- Speonomus fugitivus
- Speonomus gaudini
- Speonomus infernus
- Speonomus leleupi
- Speonomus longicornis
- Speonomus lopezsellesi
- Speonomus lostiae
- Speonomus monbulensis
- Speonomus monticola
- Speonomus normandi
- Speonomus ochsi
- Speonomus opisthonoxus
- Speonomus orgibetensis
- Speonomus pierrei
- Speonomus piochardi
- Speonomus proserpinae
- Speonomus pyreneus
- Speonomus rudauxi
- Speonomus speluncarum
- Speonomus stygius
- Speonomus zophosinus